# Rifugio Vinzenco Lancia
De Rifugio Vincenzo Lancia is een berghut in Alpe Pozze in de gemeente Trambileno in de Italiaanse provincie Trente. De berghut ligt op een hoogte van 1825 meter op de flanken van de Monte Pasubio (2239 meter) in de Venetische Vooralpen (Prealpi veneti). De hut behoort toe aan de Società Alpinisti Tridentini (SAT). De berghut werd in 1940 geopend en op initiatief van de toenmalige SAT-voorzitter van Rovereto, Amedeo Costa, gewijd aan zijn toen reeds overleden vriend, de Italiaanse autobouwer Vincenzo Lancia.
Rondom de berghut is een uitgebreid netwerk van bewegwijzerde wandelpaden te vinden. Veel van deze paden behoorden tot de transporttrajecten uit de Eerste Wereldoorlog, die werden gebruikt om met ezels voedsel en munitie aan te voeren. Een nabijgelegen berghut is de Rifugio Achille Papa (1928 meter), op de grens met Vicenza.